# Tarasivka, Bila Țerkva
Tarasivka (în ucraineană Тарасівка) este o comună în raionul Bila Țerkva, regiunea Kiev, Ucraina, formată numai din satul de reședință.

## Demografie
Componența lingvistică a comunei Tarasivka
     Ucraineană (98,03%)
     Rusă (1,72%)
     Alte limbi (0,12%)
Conform recensământului din 2001, majoritatea populației comunei Tarasivka era vorbitoare de ucraineană (98,03%), existând în minoritate și vorbitori de rusă (1,72%).